# Deus ex machina
Deus ex machina er latin og betyder ’gud fra maskinen’  eller mere passende "guddommelig indgriben". Begrebet har dets betydning i kraft af dets oprindelse. En deus ex machina var oprindeligt en scenemekanisme og brugt i dramaer fra antikkens teater; en gudeskikkelse kom ved hjælp af en hejsemekanisme ned fra sceneloftet, som blev han/hun sendt fra himlen. Aristoteles formulerede deraf en deus ex machina som et litterært begreb og en dramaturgisk effekt, som en guddommelig person, der pludseligt kom ind i dramaet for at løse en umiddelbart uløselig konflikt og/eller udlægge moralen.
Begrebet har gennem sin tid været brugt i andre sammenhænge end det klassiske drama. Man kan spore en deus ex machina i Ludvig Holbergs komedie 'Erasmus Montanus' (1724) fra oplysningstiden og i Alex Garlands science fiction-thriller Ex Machina (2015). Undertiden er begrebet også brugt i retoriske sammenhænge, både metaforisk i daglig tale, i videnskabelige afhandlinger og som et sprogligt redskab i argumentationsopbygning.
Deus ex machina indgår også i en historisk forståelse af scenekonstruktioner. Arkæologiske beviser som udgravninger fra de gamle græske teatre og malerier fra vaser tyder på, at der er tale om en særlig tidlig scenemekanisme.

## Begrebshistorie
Deus ex machina er et latinsk låneord, som oprindeligt kommer fra græsk og lyder ἀπὸ μηχανῆς θεός (apò mēkhanês theós). Deus ex machina som scenekonstruktion blev opfundet af den græske tragediedigter Aischylos (f. 525 f.kr.), som tilskrives at være tragediegenrens fader. Aristoteles nævner Aischylos som den første til at udvide dramaet i sin fysiske form. Aischylos introducerede flere end én skuespiller på scenen, og han var den første til at tilføre scenedekoration. Aischylos brugte første gang en deus ex machina i sin tragedie 'Eumenies', sidste tragedie i trilogien 'Oresteia'. Det blev dog først en etableret scenemekanisme, da tragediedigteren Euripides indførte maskinen i flere af sine tragedier.    

Aristoteles sammenfattede begrebets scenefunktion som et redskab til at beskrive dramaets plot, og deraf opstod deus ex machina som et litterært begreb som kendetegnende for et drama. Han skriver om dramaets genre og brugen af en deus ex machina, at det altid skal overholde at søge den sandsynlige løsning af konflikten inden for dramaets egen logik. I sin poetik skriver han:
”En maskine kan man derimod nok bruge når det gælder hvad der falder udenfor dramaet eller hvad der er sket før handlingen og som det ikke er muligt at et menneske kan vide eller senere begivenhederne som kræver forudsigelse eller forkyndelse (ved guddommelig sendelse), for vi tillægger jo guderne at se alt."
Begrebet er defineret af en bestemt ting i forbindelse med en helt bestemt genre, nemlig scenedramaet. I dag anvendes det ofte i overført forstand, når det anvendes andre steder i litteraturen. Det bliver brugt langt mere mangfoldigt siden dets oprindelse, da den guddommelighed som tidligere var definerende for begrebet, nu erstattes af både ikke-guddommelige personer, genstande og magter. En deus ex machina bliver i dag også brugt som et analyseredskab til både skønlitterære tekster og på film.

### Eksempler fra antikkens dramaer
Der er mange eksempler på en deus ex machina fra antikkens drama, heriblandt:
- Aischylus: 'Eumenides'
- Euripides: 'Orestia', 'Iphigenia i Tauris', 'Ion', 'Helen', 'Andromache', 'Supplices', 'Elektra', 'Bacchantinderne', 'Rhesus', 'Hippolytus' og 'Medea'
- Sofokles: 'Filoktetes'
- Homer: 'Iliaden'[10]

### Eksempler fra dansk skønlitteratur
I Ludvig Holbergs sædekomedie 'Erasmus Montanus' (1724) møder man en verdslig udgave af en deus ex machina i løjtnanten. Løjtnanten optræder i slutningen af komedien, hvor hans rolle bliver at få omvendt Erasmus Montanus eller Rasmus Berg, den lærde student fra København der vender hjem til sin fødeby og prædiker, at jorden er rund. Oplysningen bliver for meget for landsbyboernes forståelse og for at nedtrappe konflikten, må løjtnanten have Erasmus til at indrømme sin fejlagtighed. Det lykkes for løjtnanten og Erasmus vedkender, at Jorden er "saa flak som en Pandkage", og dermed løser han komediens konflikt.

I Johan Herman Wessels parodikomedie ’Kierlighed uden strømper’ (oprindeligt fra 1772) møder vi en deus ex machina i guden Merkur i dramaets epilog. Kort fortalt skal Johan og Grete giftes, da Grete har haft et mareridt om, at det må ske øjeblikkeligt. Men Johan har ingen hvide strømper at bære til brylluppet, hvorfor han må stjæle nogle fra Mads, Gretes elsker. Tyveriet bliver opdaget af Jesper, og dermed optrappedes konflikten. I en konflikt mellem dyd og elskov, bliver det alles skæbne at de må dø:
”Jesper:
Hvi skulde Mette døe ? Jeg ei Aarsagen veed;
Men naar de alle døe, saa maa jeg og afsted.
(Han setter Skaalen fra sig.) I Efterlevende som dette Sted betræde!
Som skue disse Liig og ei vor Død begræde,
I haarde er' som Flint. Saa grum er ingen fød.
Nei, Efterslægten vist bejamre skal vor Død.
Paa dens Medlidenhed jeg forud er saa sikker,
At jeg et Ønske giør, i det at jeg mig stikker,
Hvorved jeg vidne vil min Tak for hver en Taar.**)
I Efterlevende! troer! det fra Hiertet gaaer.
Gid det ei Eder gaae, som det gik denne Stømper l
Gid Eders Kierlighed maa aldrig mangle Strømper!”

Han stikker sig." 
Herefter kommer guden Merkur, som den tydelige deus ex machina, på scenen og genopliver dem med sin stok. Deus ex machina er her demonstrativt forekommende, og bliver en del af Johan H. Wessels parodi på den klassiske franske tragedie.
Christian Winthers digt 'Hans og Grete' fra debutsamlingen 'Digte' (1828) fremtræder en deus ex machina i slutningen af digtet. 'Hans og Grete' er en del af forfatterens træsnit, som er en række romantiske digte, hvor forfatteren leger med romantikkens idyl og mørke i forskellige kærlighedsmotiver. De unge forelskede, Hans og Grete, tager med helt reelle hensigter ud til en afsides ø for at have elskov:
Jeg slyngede min Arm om hendes smækkre Liv,
    Jeg ønskede: Gud give, du var min Ægteviv!   
   Og mens vi langsomt vandrede henad den grønne Grund,   
    
Jeg kyssed' hendes Øie, hendes Kind, hendes Mund.
Men parret bliver afbrudt, da deres herremand træder ud af busken og advarer dem mod deres gerning. Herremanden er digtets deus ex machina, der som en frelsende engel tilbyder det unge par et alternativ til at følge deres lyster og blive skudt af den dæmoniske elskovsgud. Han tilbyder både ægteskab og levebrød
»Jeg hørde fra mit Vindve, at her var Stevnet sat,
    
»Her vilde I jo kysses den hele Sommernat?
»Hvi vover I alene at gaae i Natten ud?
»Naar eders Engel sover, da vaager Elskovs Gud.

»For unge Hjerter stiller han Nettet trædsk og snild,
»Og dem, han ikke fanger, dem skyder han med Piil;
»Og Pilen, ak! den brænder, den er dyppet i en Gift,
   »Og siden efter haanligt kun beleer han sin Bedrif    

»Rynk ei dit Øienbryn, min vakkre Ungersvend!    
   »Græd ei, du kjønne Pige, alt for dit Hjertes Ven!          
   »Jeg være vil den Engel, som vækker jer til Liv:          
»Vær du min tro Forvalter, - og du hans Ægteviv

### Eksempler fra international skønlitteratur
I J. J. R Tolkiens trilogi om 'Ringenes Herre' har der i fankredse været stor polemik om de store ørnes rolle. Men der er ingen tvivl om, at de flere gange redder ringbæreren og hans følge i tilspidsede situationer og dermed optræder som en deus ex machina. I 'Ringenes Herre 3 - Kongen vender tilbage' er Gandalf og hans mænd omringet af Mordors hære, og netop som de tror, det hele er forbi, kommer Nordens ørne flyvende og redder dem fra det ellers tabte slag:
"Gandalf rørte på sig, som om hans øjne pludselig havde set et syn, og han vendte sig mod nord, hvor himlen var bleg og klar. Så løftede han hænderne og råbte med en høj røst, der klang hen over larmen: Ørnene kommer! og mange råbende stemmer svarede ham. Ørnene kommer! Ørnene kommer! Mordors hære så i vejret og spekulerede på, hvad dette tegn vel kunne betyde."
Ørnene jager Mordors hære væk, netop som det store slag skulle stå. Senere gælder redningen for Sam og Frodo, der er ved at blive opslugt af Dommedagsspalterne: 
"Side om side lå de; ned susede Gwaihir, og Landroval og Meneldor den Hurtige kom også ned; som i en drøm, uden at vide, hvilken skæbne der havde ramt dem, blev de to vandringsmænd løftet op og båret langt bort ud af mørke og ild."
I Vladimir Nabokovs 'Lolita' (1955) kan man fremlæse en moderne deus ex machina. Her bliver deus ex machina en genstand eller et instrument i form af telefonen, som bliver en plot-afgørende afbrydelse i hovedpersonen Humberts solipsistiske tilværelse.

### Eksempler på film
- I Monty Pythons 'Life of Brian' (1979) kommer en deus ex machina til kende i komisk form. Hovedpersonen Brian, som er bosat i Judæa i Kristus levetid, bliver reddet af et rumskib, da han falder ud fra et højt tårn i flugten fra Pontius Pilatus' soldater[25].

- I Alex Garlands film Ex Machina (2015) har begrebet en pendant til titlen. Her træder begrebet ind i en nyere brug og betydning, der sammenstilles med den gudlignende magt, det er at skabe robotteknologi og kunstig intelligens. I filmen optræder en deus ex machina i form af robotten Ava, der slår sin skaber Nathan ihjel, fordi han vil slukke for hende, da hun har udvist tegn på ægte intelligens. Herfra bevæger Ava sig ud i verden på egen hånd.[26]

### Deus ex machinasom sprogligt redskab
En deus ex machina bliver i dag også brugt som et sprogligt redskab til at beskrive en magt eller begivenhed, der uventet redder en tilsyneladende håbløs situation fx i politiske sammenhænge og i politisk retorik.
Begrebet bruges også metaforisk i daglig tale.

## Begrebskritik
"I kriminalromaner duer det heller ikke, at morderen viser sig at være en person, man ikke har hørt om før".